# Pterostichus ampliatus
Pterostichus ampliatus är en skalbaggsart som beskrevs av Bates. Pterostichus ampliatus ingår i släktet Pterostichus och familjen jordlöpare. Inga underarter finns listade i Catalogue of Life.